# Limský syndrom

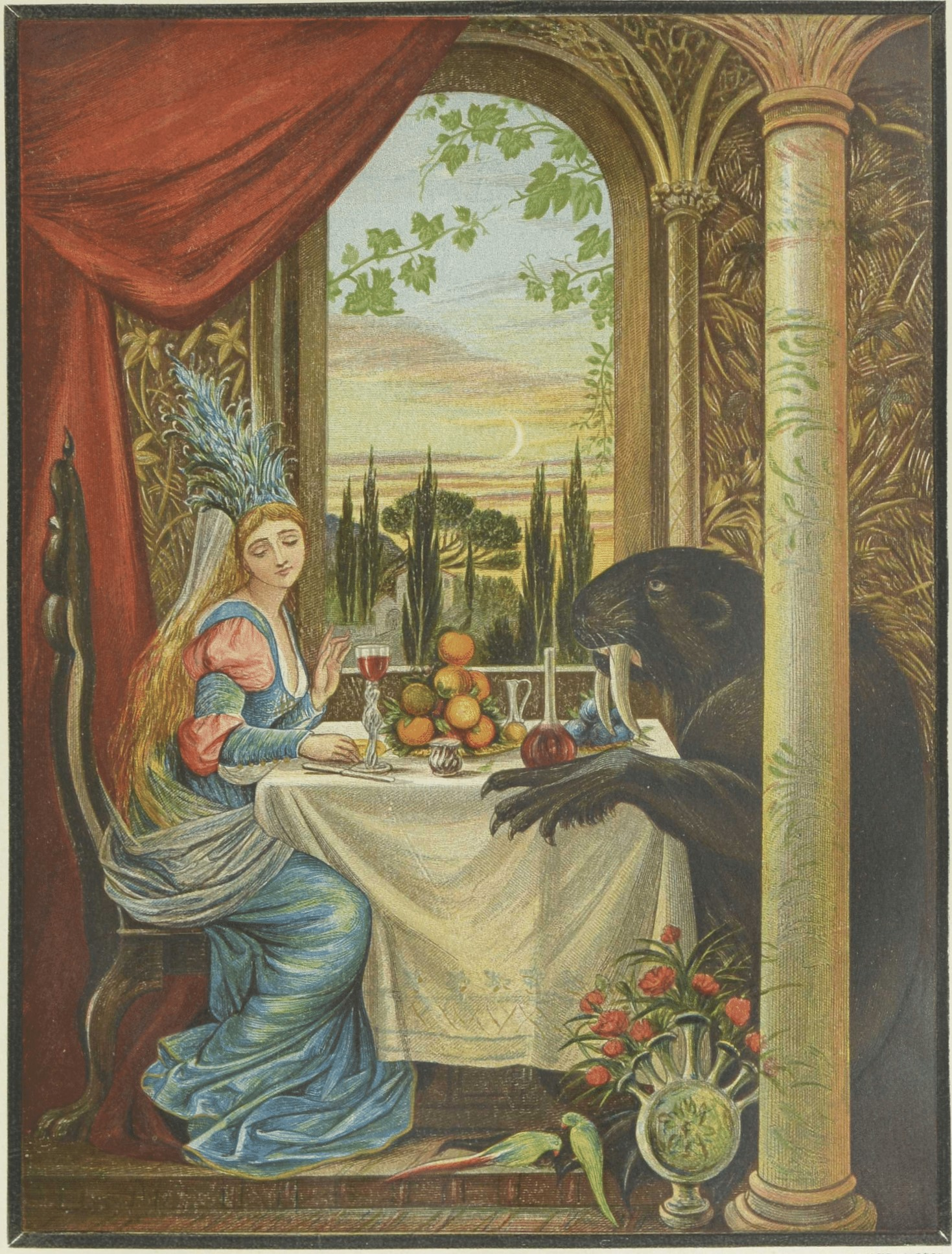
Eleanor Vere Boyle: Ilustrace k pohádce Kráska a zvíře Beauty (1875)

Limský syndrom je zvláštní sympatie pachatele (např. únosce) k oběti (např. rukojmí). Pachatel se chová, jako by neomezoval svobodu oběti, vytváří dojem, že se o ni stará. Snaží se zlepšit podmínky jejího zajetí, stane se něčím, jako pečovatelem o oběť. Termín vychází z události z roku 1996, kdy skupina tvořená členy revolučního hnutí Túpac Amaru obsadila velvyslanectví Japonska v Limě, a zmocnila se tak mnoha rukojmí. Únosci s nimi však navázali silné vazby a většinu z nich, včetně vysoce postavených činovníků, následně propustili.
Opakem je Stockholmský syndrom, který se projevuje vytvořením vazby osoby oběti k pachateli. 

## Limský syndrom v umění
Jako příklad limského syndromu v umění je uváděn vztah Zvířete k zajaté dívce v pohádce Kráska a zvíře.